# فرناندو هيريرا
فرناندو هيريرا (بالإسبانية: Fernando Herrera)‏ (4 يوليو 1985 بمدينة مكسيكو في المكسيك - ) هو لاعب كرة قدم مكسيكي في مركز الوسط. لعب مع أتلانتي إف سي وVenados F.C. ‏ وطوروس نيزا واستوديانتس دي التاميرا ‏.

## وصلات خارجية
- فرناندو هيريرا على موقع قاعدة بيانات كرة القدم.إي يو (الإنجليزية)